# Delphacodes bergi
Delphacodes bergi är en insektsart som först beskrevs av Scott 1881.  Delphacodes bergi ingår i släktet Delphacodes och familjen sporrstritar. Inga underarter finns listade i Catalogue of Life.